# Жіноча бригада
«Жіноча бригада» (англ. The Division) — американський поліцейський процесуальний драматичний телесеріал, створений Деборою Джой Левайн. У головній ролі — Бонні Беделіа. Серіал присвячений групі жінок-детективів і поліцейських у відділі поліції Сан-Франциско. Прем'єра серіалу відбулася на телеканалі Lifetime 7 січня 2001 і трансляція закінчилася 28 червня 2004 після 88 епізодів.

## Огляд
Шоу було зосереджено на житті п'яти жінок-поліцейських у кримінальному відділі, який очолює капітан Кейт Маккафферті (Бонні Беделіа). Сюжети оберталися навколо особистого та професійного життя жінок та їхніх спроб збалансувати обидва. Серіал торкався таких тем, як алкоголізм, наркоманія, гомофобія та сексуальне насильство.
Прем'єра серіалу відбулася 7 січня 2001 року, отримавши рейтинг 3,1 і «найбільшу аудиторію з усіх базових кабельних оригінальних серіалів» того року. Після чотирьох сезонів серіал було закрито 28 червня 2004 року. Це був другий «найтриваліший серіал» у мережі.

## Актори та персонажі

### Головні
| Бонні Беделіа    | Капітан Кейтлін «Кейт» Маккафферті  | головна | головна | головна | головна |
| Лела Рочон       | Інспектор Анджела Рейд              | головна |         |         |         |
| Давид Джанопулос | Інспектор Пітер Торіанно            | головна |         |         |         |
| Ненсі Маккеон    | Інспектор Джинні Екстед             | головна | головна | головна | головна |
| Трейсі Нідгем    | Інспектор Кендіс «CD» ДеЛоренцо     | головна | головна | головна |         |
| Ліза Відаль      | Інспектор Магдалена «Магда» Рамірес | головна | головна | головна | головна |
| Джон Гемм        | Інспектор Нейт Бассо                |         | головна | головна | головна |
| Тараджі Генсон   | Офіцер/інспектор Райна Вашингтон    |         | головна | головна | головна |
| Емі Джо Джонсон  | Офіцер Стейсі Рейнольдс             |         |         |         | головна |

### Повторювані
- Хосе Єнке — Габрієль «Гейб» Еррера (2001–04)
- Джейкоб Уррутія — Бенджамін Рамірез (2001–04)
- Алекс Рокко — Джон Ексстед старший (2001–04)
- Аллен Катлер — Кейсі Екстед (2001–04)
- Скотт Планк — Джон Ексстед молодший (2001–02)
- Таня Відаль — Лілі Рамірез (2001–03)
- Джей Гаррінгтон — Теодор Блюменталь (2001–02)
- Майкл Макрей у ролі Стівена (2001)
- Д. Б. Вудсайд в ролі Деніела Рейда (2001)
- Морган Брейтон — Аманда Маккафферті (2001)
- Джеймс Ейвері — Чарльз Гейсберт (2002–03)
- Трой Еванс — Дасті (2002–03)
- Робін Томас — Луї Перілло (2002–04)
- Лорен Том — Нора Чен (2002)
- Дін Кейн — інсп. Джек Елліс (2003—2004)
- Лінда Герінгер — Долорес (2003–04)
- Девід Саткліфф — доктор Майклсон/Йона (2003)
- Джон Тенні — Генк Райлі (2004)

### Запрошені гості
- Пітер Койоті — Росс (2002)
- Сара Рю — Аманда МакКафферті (2002–03)
- Пейдж Гард — Хлоя Ньюленд (2003)
- Данієль Мортон — детектив Ловсон (2003)
- Рома Дауні — Ріган Джілансі (2004)
- Кім Філдс — офіцер Огден (2004)
- Ребекка Гейхарт — Сюзанна Річленд (2004)
- Ніа Піплз — Сандра Престісс (2004)
- Закарі Лівай — Тодд (2004)